# Hockey su prato ai Giochi della XXX Olimpiade
I tornei di hockey su prato dei Giochi della XXX Olimpiade si sono svolti dal 29 luglio all'11 agosto 2012 presso il Riverbank Arena.

## Tornei

### Squadre qualificate
| Maschile                               | Data                    | Organizzatore             | Posti | Qualificati                 |
| -------------------------------------- | ----------------------- | ------------------------- | ----- | --------------------------- |
| XVI Giochi asiatici                    | 15-25 novembre 2010     | Cina, Canton              | 1     | Pakistan                    |
| EuroHockey Nations Championship 2011   | 20-28 agosto 2011       | Germania, Mönchengladbach | 3     | Paesi Bassi Germania Belgio |
| Qualificazioni Olimpiche Africane 2011 | 2-11 settembre 2011     | Zimbabwe, Bulawayo        | 1     | -1                          |
| Coppa d'Oceania 2011                   | 6-9 ottobre 2011        | Australia, Hobart         | 2     | Nuova Zelanda Australia     |
| XVI Giochi panamericani                | 14-30 ottobre 2011      | Messico, Guadalajara      | 1     | Argentina                   |
| Preolimpico 1                          | 18-26 febbraio 2012     | India, New Delhi          | 1     | India                       |
| Preolimpico 2                          | 10-18 marzo 2012        | Irlanda, Dublino          | 1     | Corea del Sud               |
| Preolimpico 3                          | 25 aprile-6 maggio 2012 | Giappone, Kakamigahara    | 1     | Sudafrica                   |
| Nazione ospitante                      | -                       | -                         | 1     | Gran Bretagna               |
| Invito                                 | -                       | -                         | 1     | Spagna                      |
| TOTALE                                 |                         |                           | 12    |                             |

1Il Sud Africa partecipa anche al Preolimpico 3 quindi per invito arriva la  Spagna.
| Maschile                               | Data                    | Organizzatore             | Posti | Qualificati             |
| -------------------------------------- | ----------------------- | ------------------------- | ----- | ----------------------- |
| XVI Giochi asiatici                    | 13-24 novembre 2010     | Cina, Canton              | 2     | Cina Corea del Sud      |
| EuroHockey Nations Championship 2011   | 20-27 agosto 2011       | Germania, Mönchengladbach | 1     | Paesi Bassi Germania    |
| Qualificazioni Olimpiche Africane 2011 | 2-11 settembre 2011     | Zimbabwe, Bulawayo        | 1     | -1                      |
| Coppa d'Oceania 2011                   | 6-9 ottobre 2011        | Australia, Hobart         | 1     | Nuova Zelanda Australia |
| XVI Giochi panamericani                | 8-14 maggio 2012        | Messico, Guadalajara      | 1     | Stati Uniti             |
| Preolimpico 1                          | 18-25 febbraio 2012     | India, New Delhi          | 1     | Sudafrica               |
| Preolimpico 2                          | 18-25 febbraio 2012     | Belgio, Kontich           | 1     | Belgio                  |
| Preolimpico 3                          | 25 aprile-6 maggio 2012 | Giappone, Kakamigahara    | 1     | Giappone                |
| Nazione ospitante                      | -                       | -                         | 1     | Gran Bretagna           |
| Invito                                 | -                       | -                         | 1     | Argentina               |
| TOTALE                                 |                         |                           | 12    |                         |

1Il Sud Africa, vincitrice delle qualificazioni africane e del Preolimpico 1, lascia un posto all' Argentina.

## Podi

### Uomini
| Evento                              | Oro      | Argento     | Bronzo    |
| Hockey su prato maschile (dettagli) | Germania | Paesi Bassi | Australia |

### Donne
| Evento                               | Oro         | Argento   | Bronzo        |
| Hockey su prato femminile (dettagli) | Paesi Bassi | Argentina | Gran Bretagna |

## Medagliere
| Posizione | Paese         |   |   |   | Totale |
| --------- | ------------- | - | - | - | ------ |
| 1         | Paesi Bassi   | 1 | 1 | 0 | 2      |
| 2         | Germania      | 1 | 0 | 0 | 1      |
| 3         | Argentina     | 0 | 1 | 0 | 1      |
| 4         | Australia     | 0 | 0 | 1 | 1      |
| 4         | Gran Bretagna | 0 | 0 | 1 | 1      |
| Totale    | Totale        | 2 | 2 | 2 | 6      |